# Phare de Two Bush Island
Le phare de Two Bush Island (en anglais : Two Bush Island Light) est un phare actif situé à Two Bush Island (ceb) avant l'entrée du port de Rockland, dans le Comté de Knox (État du Maine).

## Histoire
Two Bush Island est une île située, sur le chenal du même nom, à l'entrée sud-ouest de la baie de Penobscot. Ce sont deux buissons, disparus depuis longtemps, qui ont donné son nom à l'île.
Le phare a été mis en service en 1897. Les gardiens ont été retirés lorsque le feu a été automatisé en 1964. Par la suite, le signal de brouillard de Two Bush Island a été actionné par les gardiens du phare voisin de Whitehead, qui a également surveillé le feu. La maison du gardien a été détruite en 1970 lors d'un exercice de démolition des Special Forces. À l'été 2000, la lumière a été convertie à l'énergie solaire. Le phare lui-même continue d’être une aide à la navigation, mais n’est visible que par bateau ou par air. En 1998, le phare est devenu la propriété de l'United States Fish and Wildlife Service.

## Description
Le phare est une tour carrée en brique, avec une galerie et une lanterne de 13 m de haut, reliée à un bâtiment de signalisation de brouillard. La tour est peinte en blanc et la lanterne est noire. Il émet, à une hauteur focale de 20 m, un éclat blanc par période de 5 secondes. Sa portée est de 21 milles nautiques (environ 39 km). Il possède un feu à secteurs rouges avec une portée est de 15 milles nautiques (environ 28 km).
Il est équipé d'une corne de brume émettant un signal sonore par période de 15 secondes.
Identifiant : ARLHS : USA-860 ; USCG : 1-4540 - Amirauté : J0120 .

### Lien connexe
- Liste des phares du Maine